# النحارية
النحارية إحدى قرى مركز كفر الزيات التابع لمحافظة الغربية بجمهورية مصر العربية.

## التاريخ
قرية النحارية من القرى القديمة أنشأها نحرير الأرغلي الإخشيدي فنسبة إليه، ثم نقل إقطاع القرية إلى الأمير شمس الدين سنقر السعدي الذي عمر القرية وبنى فيها جامعًا وطاحونًا وخانًا، وأصبحت في ذلك الزمن مدينة عظيمة. وردت باسم «النحريريه» في أعمال الغربية ضمن قرى الروك الصلاحي التي أحصاها ابن مماتي في كتاب قوانين الدواوين، كما وردت باسم «النحريريه» في أعمال الغربية ضمن قرى الروك الناصري التي أحصاها ابن الجيعان في كتاب «التحفة السنية بأسماء البلاد المصرية». وفي تاريخ 1228هـ/1813م الذي عدّ قرى مصر بعد المسح الذي قام به محمد علي باشا باسم «النحارية». ذكرت القرية في تقدير عام 2018 باسم محمد نجيب نسبة إلى الرئيس الأول لجمهورية مصر محمد نجيب لأنها مسقط رأسه.
عثر لبيب حبشي على 17 كتلة حجرية أثرية بالقرية تعود لعصر الأسرة المصرية السادسة والعشرون أخذت من صا الحجر، منها 5 كانت في مسجد الشيخ محمد بن زين المادح نقلت إلى موقع صا الحجر عندما رمم المسجد. وعثر بالمسجد أيضا أثناء الترميم على العديد من الكتل الحجرية من الحجر الرملي وقطع منقوشة من الحجر الرملي والجرانيت الأحمر أسفل المئذنة وعدة كتابات هيروغليفية وخراطيش لملوك الأسرة. اكتشفت 12 كتلة حجرية أخرى بين منازل القرية وعند أعتاب المساجد القديمة عند تجديد الصرف الصحي بها، واكتشف تاج عمود قبطي والكثير من كسر الفخار الأثري الذي ربما يرجع للعصر الروماني المتأخر.

## السكان
بلغ عدد سكان النحارية 10,518 نسمة حسب تقدير عام 2018.
| السنة  | 1882 | 1897 | 1907 | 1927 | 1947 | 1960 | 1976 | 1986 | 1996 | 2006  | 2018   |
| ------ | ---- | ---- | ---- | ---- | ---- | ---- | ---- | ---- | ---- | ----- | ------ |
| القرية | 1761 | 1153 | 4792 | 5003 | 4109 | 4900 | 5533 | 6528 | 7588 | 9,006 | 10,518 |